# Haukanjaure
Haukanjaure är en sjö i Arjeplogs kommun i Lappland och ingår i Skellefteälvens huvudavrinningsområde. Sjön har en area på 0,0725 kvadratkilometer och ligger 423,1 meter över havet.
Namnet är samiskt och kan på svenska översättas med Gäddsjön.

## Delavrinningsområde
Haukanjaure ingår i det delavrinningsområde (729388-160211) som SMHI kallar för Inloppet i Gasa. Medelhöjden är 428 meter över havet och ytan är 7,24 kvadratkilometer. Räknas de 3 avrinningsområdena uppströms in blir den ackumulerade arean 45,43 kvadratkilometer. Maddaurebäcken som avvattnar avrinningsområdet har biflödesordning 2, vilket innebär att vattnet flödar genom totalt 2 vattendrag innan det når havet efter 212 kilometer. Avrinningsområdet består mestadels av skog (39 procent) och sankmarker (54 procent). Avrinningsområdet har 0,14 kvadratkilometer vattenytor vilket ger det en sjöprocent på 2 procent.